# Leonard J. Savage
Leonard Jimmie Savage, genannt Jimmie Savage – er publizierte aber als Leonard Savage (ursprünglich Leonard Ogashevitz, * 20. November 1917 in Detroit; † 1. November 1971 in New Haven, Connecticut) – war ein US-amerikanischer Statistiker und Mathematiker.

## Leben
Die Namensänderung von Ogashevitz zu Savage hatte zuerst sein Vater 1920 vollzogen, Leonard J. Savage übernahm diesen, als er an geheimen Regierungsprojekten forschte. Savage studierte zunächst an der Wayne University in Detroit und danach an der University of Michigan Chemieingenieurwesen. Da er wegen seiner extremen Fehlsichtigkeit ein Feuer im Chemielabor auslöste, konnte er das Chemiestudium nicht fortsetzen und wechselte zur Physik und schließlich zur Mathematik. 1938 machte er seinen Bachelor-Abschluss als Student von Raymond Wilder. 1941 wurde er bei Sumner Myers promoviert (The Application of Vectorial Methods to the Study of Distance Spaces). Danach war er 1941/42 am Institute for Advanced Study (IAS). 1942/43 war er Instructor an der Cornell University und unternahm während des Zweiten Weltkriegs anschließend kriegswichtige Forschungsaufgaben an der Brown University und der statistischen Forschungsgruppe der Columbia University. In der Zeit am IAS war er ein enger Mitarbeiter von John von Neumann.
1944 begann seine Beschäftigung mit Statistik. 1945 war er ein Jahr bei Richard Courant an der New York University und dann mit einem Rockefeller-Stipendium an der Universität Chicago, wo er unter anderem mit Milton Friedman (dem er schon an der Columbia University begegnete) in Wirtschaftswissenschaften und mit Paul Halmos zusammenarbeitete. Die Friedman-Savage-Nützlichkeitsfunktion (Utility function) ist nach einer Arbeit von Friedman und Savage benannt. 1949 war er in Chicago mit Allen Wallis einer der Gründer der Fakultät für Statistik. 1951/52 war er als Guggenheim Fellow und Fulbright-Stipendiat in Paris und Cambridge.
1954 wurde er Professor in Chicago und war 1956 bis 1959 Vorstand der Fakultät für Statistik. 1959 hielt er Vorlesungen in London, die zu einem Seminar führten (an dem unter anderem Egon Pearson teilnahm), das auch als Buch veröffentlicht wurde. 1960 wurde er Professor an der University of Michigan und 1964 an der Yale University. Dort arbeitete er eng mit Frank Anscombe  (1918–2001) zusammen.
Er befasste sich unter anderem mit den Grundlagen der Statistik (auch unter philosophischen Gesichtspunkten), Bayes-Statistik und Statistik in der Spieltheorie sowie Anwendungen in den Wirtschaftswissenschaften. Er verwendete den Bayes-Zugang zur Statistik für seine Grundlagen der Statistik, das heißt die subjektive Sicht auf Wahrscheinlichkeiten als Erwartungen zum Beispiel eines Spielers. Er war dabei von Bruno de Finetti beeinflusst. Mit Lester Dubins schrieb er ein Buch über optimale Gewinnstrategien in Spielen mit Zufallselementen (How to gamble if you must).
1957/58 war er Präsident des Institute of Mathematical Statistics. 1963 wurde er Ehrendoktor der University of Rochester. 1958 war er Invited Speaker auf dem Internationalen Mathematikerkongress in Edinburgh (Recent tendencies in the foundations of statistics).
Er war zweimal verheiratet, in erster Ehe seit 1938 bis zur Scheidung 1964. Aus dieser ersten Ehe hatte er zwei Söhne. Sein Sohn Samuel Linton Savage, der 1973 an der Yale University in Informatik promoviert wurde, schrieb das Buch The flaw of averages. Sein Bruder Richard Savage (* 1925) war ebenfalls ein bekannter Statistiker.

## Schriften
- The foundations of Statistics, Wiley 1954
- mit Lester Dubins: How to gamble if you must: Inequalities for stochastic processes. McGraw Hill 1965, Dover 1976, 2014[4]